# 定州东站
定州东站为京广高速铁路中京石客运专线的一个车站，位于河北省保定市定州市杨家庄乡北角羊村，于2012年12月26日开通。

## 历史
2012底媒体报导，定州东站站房的施工已经接近尾声，站内的各种标识已安装到位。